# Port lotniczy Rzym-Fiumicino
Port lotniczy Rzym-Fiumicino im. Leonarda da Vinci (wł.: Aeroporto "Leonardo da Vinci" di Roma-Fiumicino, ang.: Rome Leonardo da Vinci Fiumicino Airport, kod IATA: FCO, kod ICAO: LIRF) – międzynarodowy port lotniczy we Włoszech. Położony jest w miejscowości Fiumicino, około 20 km od centrum Rzymu. Główny i największy port lotniczy Włoch, główny hub linii lotniczych ITA Airways. Dojazd z centrum Rzymu zapewnia Autostrada A91.

## Historia
Port lotniczy został oficjalnie otwarty 15 stycznia 1961 zastępując mniejszy port Rzym-Ciampino, który przeznaczono do obsługi lotów krajowych i czarterowych. W ciągu dekady linie lotnicze Alitalia zainwestowały duże sumy pieniędzy w port budując hangary i punkty serwisowe. W tym czasie zbudowano również trzecią drogę startową (16L/34R). Od 2005 port dysponuje systemem ILS klasy III B. W 2007 przeprowadzono kolejne ulepszenia, dzięki czemu port jest w stanie obsłużyć do 30 startów/lądowań na godzinę lub do 10 startów/lądowań na godzinę w wypadku występowania mgły. 
Terminale lotnicze były rozbudowywane w latach 90.:
- 1991 – otwarcie pirsu A do lotów krajowych (12 rękawów lotniczych)
- 1995 – otwarcie pirsu B do lotów międzynarodowych (10 rękawów lotniczych)
- 1999 — otwarcie Satelity C z 11 rękawami lotniczymi połączonego koleją z głównym terminalem
- 2000 – otwarcie nowego terminalu A do lotów krajowych, reorganizacja budynków terminalu, teraz składających się z: Terminalu A (i pirsu A), Terminalu AA, Terminalu B (i pirsu B) oraz Terminalu C wraz z zachodnim satelitą
- 2004 – otwarcie nowego terminalu cargo nazwanego Cargo City
- 2008 – otwarcie terminalu 5 dla odpraw amerykańskich lotów transportowych i linii lotniczych El Al (pasażerowie są dowożeni do portu lotniczego autobusami) o przepustowości 950 000 pasażerów rocznie.

Na lotnisku od 2021 kręcony jest program dokumentalny opowiadający o pracy służb bezpieczeństwa - Alarm na lotnisku: Rzym, emitowany przez National Geographic.

## Linie lotnicze i połączenia
| Linia Lotnicza                | Kierunek |
| ----------------------------- | --- |
| Aegean Airlines               | 1. Ateny 2. Larnaka (od 1 kwietnia 2025) 3. Saloniki |
| Aer Lingus                    | 1. Dublin |
| Aeroitalia                    | 1. Brno (od 23 marca 2025) 2. Cagliari 3. Katania 4. Comiso 5. Lamezia Terme 6. Lublin (od 22 marca 2025) 7. Mediolan-Malpensa 8. Olbia 9. Palermo Sezonowo: 1. Bacau 2. Bukareszt |
| Aerolíneas Argentinas         | 1. Buenos Aires-Ezeiza |
| Aeroméxico                    | 1. Meksyk |
| Air Algerie                   | 1. Algier |
| Air Albania                   | 1. Tirana |
| Air Cairo                     | 1. Szarm el-Szejk Sezonowo: 1. Luksor |
| Air Canada                    | 1. Montreal-Trudeau 2. Toronto-Pearson |
| Air China                     | 1. Hangzhou 2. Pekin |
| Air Corsica                   | Sezonowo: 1. Ajaccio 2. Bastia |
| Air Europa                    | 1. Madryt |
| Air France                    | 1. Paryż-Charles de Gaulle |
| Air Montenegro                | 1. Podgorica |
| Air Mountain                  | Sezonowo: 1. Sion |
| Air Serbia                    | 1. Belgrad |
| Air Transat                   | Sezonowo: 1. Montreal-Trudeau 2. Toronto-Pearson |
| airBaltic                     | 1. Ryga |
| AJet                          | 1. Stambuł-Sabiha Gökçen |
| American Airlines             | 1. Filadelfia Sezonowo: 1. Charlotte 2. Chicago-O’Hare 3. Dallas-Fort Worth 4. Miami (od 5 czerwca 2025) 5. Nowy Jork-JFK |
| Arkia Israel Airlines         | 1. Tel Awiw |
| Asiana Airlines               | 1. Seul-Inczon |
| Austrian Airlines             | 1. Wiedeń |
| Biman Bangladesh Airlines     | 1. Dhaka |
| British Airways               | 1. Londyn-Heathrow |
| Brussels Airlines             | 1. Bruksela |
| Bulgaria Air                  | 1. Sofia |
| Cathay Pacific                | Sezonowo: 1. Hongkong (wznowione 5 czerwca 2025) |
| China Airlines                | 1. Tajpej-Taiwan Taoyuan |
| China Eastern Airlines        | 1. Szanghaj-Pudong 2. Wenzhou |
| China Southern Airlines       | 1. Guangzhou |
| Condor                        | 1. Frankfurt (od 1 maja 2025) 2. Palermo (od 3 maja 2025) |
| Croatia Airlines              | 1. Split 2. Zagrzeb Sezonowo: 1. Dubrownik |
| Cyprus Airways                | 1. Larnaka |
| Dan Air                       | 1. Bacău |
| Delta Air Lines               | 1. Atlanta 2. Nowy Jork-JFK Sezonowo: 1. Boston 2. Detroit 3. Minneapolis (od 24 maja 2025) |
| EasyJet                       | 1. / Bazylea 2. Berlin 3. Bordeaux (od 21 lutego 2025) 4. Bristol 5. Bruksela (od 30 marca 2025) 6. Frankfurt (od 30 marca 2025) 7. Genewa 8. Hamburg (od 30 marca 2025) 9. Londyn-Gatwick 10. Lyon 11. Manchester 12. Monachium (od 30 marca 2025) 13. Nantes 14. Nicea 15. Paryż-Orly 16. Zurych (od 30 marca 2025) |
| EgyptAir                      | 1. Kair |
| El Al                         | 1. Tel Awiw |
| Emirates                      | 1. Dubaj |
| Ethiopian Airlines            | 1. Addis Abeba |
| Etihad Airways                | 1. Abu Zabi |
| Eurowings                     | 1. Kolonia/Bonn 2. Düsseldorf 3. Hamburg 4. Praga 5. Sztokholm-Arlanda 6. Stuttgart Sezonowo: 1. Norymberga |
| Finnair                       | 1. Helsinki |
| FlyOne                        | 1. Kiszyniów |
| Georgian Airways              | 1. Tbilisi (od 16 kwietnia 2025) |
| Gulf Air                      | 1. Bahrajn |
| Hainan Airlines               | 1. Chongqing 2. Shenzhen |
| HiSky                         | 1. Kiszyniów |
| Iberia                        | 1. Madryt |
| Icelandair                    | 1. Reykjavík-Keflavík |
| ITA Airways                   | 1. Akra 2. Alghero 3. Algier 4. Amsterdam 5. Ateny 6. Bangkok-Suvarnabhumi 7. Barcelona 8. Bari 9. Bolonia 10. Boston 11. Brindisi 12. Bruksela 13. Buenos Aires-Ezeiza 14. Cagliari 15. Kair 16. Katania 17. Dakar 18. Delhi 19. Dubaj 20. Florencja 21. Frankfurt 22. Genewa 23. Genua 24. Dżudda 25. Lamezia Terme 26. Londyn-City 27. Londyn-Gatwick 28. Los Angeles 29. Madryt 30. Malta 31. Miami 32. Mediolan-Linate 33. Monachium 34. Neapol 35. Nowy Jork-JFK 36. Nicea 37. Palermo 38. Paryż-Charles de Gaulle 39. Reggio Calabria 40. Rio de Janeiro-Galeão 41. Rijad 42. San Francisco 43. São Paulo-Guarulhos 44. Tel Awiw 45. Tokio-Haneda 46. Triest 47. Trypolis 48. Tunis 49. Turyn 50. Wenecja 51. Waszyngton-Dulles 52. Zurych Sezonowo: 1. Chicago-O’Hare 2. Korfu 3. Heraklion 4. Ibiza 5. Kefalonia 6. Lampedusa 7. Male 8. Mauritius (od 7 listopada 2025) 9. Menorka 10. Palma de Mallorca 11. Pantelleria 12. Rodos 13. Sofia 14. Split 15. Tirana 16. Toronto-Pearson 17. Zakintos (wznowione 1 sierpnia 2025) Czartery: 1. Szarm el-Szejk 2. Martynika |
| Jet2.com                      | 1. Birmingham 2. Edynburg 3. Glasgow 4. Leeds/Bradford 5. Londyn-Stansted 6. Manchester 7. Newcastle |
| KLM                           | 1. Amsterdam |
| KM Malta Airlines             | 1. Malta |
| Korean Air                    | 1. Seul-Inczon |
| Kuwait Airways                | 1. Kuwejt |
| LATAM Brasil                  | 1. São Paulo-Guarulhos |
| LOT                           | 1. Warszawa-Chopin 2. Warszawa-Radom |
| Lufthansa                     | 1. Frankfurt 2. Monachium |
| Luxair                        | 1. Luksemburg |
| MedSky Airways                | 1. Trypolis |
| Middle East Airlines          | 1. Bejrut |
| Neos                          | 1. Amritsar 2. Boa Vista 3. Cancún 4. Dakar-Diass 5. Hawana 6. Male 7. Marsa Alam 8. Mombasa 9. Sal 10. Szarm el-Szejk 11. Teneryfa-Południe Sezonowo: 1. Dżerba 2. Fuerteventura 3. Heraklion 4. Ibiza 5. Karpatos 6. La Romana 7. Marsa Matruh 8. Mauritius 9. Menorka 10. Monastyr 11. Mykonos 12. Nosy Be 13. Palma de Mallorca 14. Rodos 15. Salala 16. Zanzibar |
| Nile Air                      | Sezonowe czartery: 1. Kair 2. Luksor |
| Norse Atlantic Airways        | Sezonowo: 1. Los Angeles (od 1 kwietnia 2025) 2. Nowy Jork-JFK |
| Norwegian Air Shuttle         | 1. Kopenhaga 2. Oslo-Gardermoen 3. Sztokholm-Arlanda Sezonowo: 1. Bergen |
| Oman Air                      | 1. Maskat |
| Pegasus Airlines              | 1. Stambuł-Sabiha Gökçen |
| Qantas                        | Sezonowo: 1. Perth 2. Sydney |
| Qatar Airways                 | 1. Doha |
| Royal Air Maroc               | 1. Casablanca |
| Royal Jordanian               | 1. Amman |
| Ryanair                       | 1. Alicante 2. Asturia 3. Ateny 4. Barcelona 5. Bari 6. Paryż-Beauvais 7. Berlin 8. Brindisi 9. Bruksela 10. Katania 11. Kolonia/Bonn 12. Kopenhaga 13. Dublin 14. Eindhoven 15. Faro 16. Göteborg 17. Gran Canaria 18. Frankfurt-Hahn 19. Katowice 20. Lizbona 21. Madryt 22. Malaga 23. Malta 24. Marsylia 25. Memmingen 26. Palermo 27. Pafos 28. Porto 29. Santander 30. Sewilla 31. Sztokholm-Arlanda 32. Tel Awiw 33. Teneryfa-Południe 34. Tuluza 35. Trapani 36. Walencja 37. Wiedeń 38. Wilno 39. Wrocław 40. Zagrzeb Sezonowo: 1. Billund 2. Chania 3. Dubrownik 4. Fuerteventura 5. Ibiza 6. Kefalonia 7. Kos 8. Menorka 9. Palma de Mallorca 10. Preweza 11. Santorini 12. Skiathos 13. Split 14. Zakintos |
| Saudia                        | 1. Dżudda 2. Rijad |
| SAS                           | 1. Kopenhaga 2. Sztokholm-Arlanda Sezonowo: 1. Oslo-Gardermoen |
| Sichuan Airlines              | 1. Chengdu-Tianfu |
| Singapore Airlines            | 1. Singapur |
| Sky Alps                      | 1. Crotone 2. Cuneo 3. Werona Sezonowo: 1. Mostar |
| Sky Express                   | 1. Ateny |
| SpiceJet                      | Sezonowo: 1. Amritsar |
| SunExpress                    | Sezonowo: 1. Izmir |
| Swiss International Air Lines | 1. Zurych |
| TAP Portugal                  | 1. Lizbona |
| TAROM                         | 1. Bukareszt |
| Thai Airways International    | 1. Bangkok-Suvarnabhumi |
| Transavia                     | 1. Nantes 2. Paryż-Orly 3. Rotterdam Sezonowo: 1. Montpellier |
| Tunisair                      | 1. Tunis |
| Turkish Airlines              | 1. Stambuł |
| T'way Air                     | 1. Seul-Inczon |
| United Airlines               | 1. Newark 2. Waszyngton-Dulles Sezonowo: 1. Chicago-O’Hare 2. Denver (od 1 maja 2025) 3. San Francisco |
| Uzbekistan Airways            | 1. Taszkent 2. Urgencz |
| Volotea                       | 1. Bordeaux 2. Nantes 3. Strasburg Sezonowo: 1. Bilbao 2. Brest-Bretagne 3. Lille 4. Lourdes 5. Olbia |
| Vueling                       | 1. Alicante 2. Barcelona 3. Londyn-Gatwick 4. Malaga 5. Paryż-Orly 6. Sewilla 7. Walencja Sezonowo: 1. Bilbao 2. Dubrownik 3. Ibiza 4. Mykonos 5. Palma de Mallorca 6. Paryż-Charles de Gaulle 7. Santorini 8. Split |
| WestJet                       | Sezonowo: 1. Calgary |
| Wizz Air                      | 1. Alicante 2. Bacău 3. Baku 4. Barcelona 5. / Bazylea 6. Berlin 7. Bukareszt 8. Budapeszt 9. Castellón 10. Kiszyniów 11. Kluż-Napoka 12. Dammam 13. Dortmund 14. Eindhoven 15. Madera 16. Gdańsk 17. Giza 18. Göteborg 19. Gran Canaria 20. Hamburg 21. Jassy 22. Dżudda 23. Kraków 24. Larnaka 25. Lizbona 26. Londyn-Gatwick 27. Luksemburg 28. Lyon 29. Madryt 30. Malaga 31. Memmingen 32. Nicea 33. Paryż-Orly 34. Porto 35. Poznań 36. Praga 37. Reykjavík-Keflavík 38. Rzeszów 39. Sarajewo 40. Sewilla 41. Szarm el-Szejk 42. Sofia (do 28 marca 2025) 43. Suczawa 44. Tel Awiw 45. Teneryfa-Południe 46. Tirana 47. Turku 48. Walencja 49. Wiedeń 50. Wilno 51. Warszawa-Chopin 52. Erywań Sezonowo: 1. Korfu 2. Heraklion 3. Ibiza 4. Kefalonia 5. Kos 6. Lampedusa 7. Marrakesz 8. Mykonos 9. Palma de Mallorca 10. Santorini 11. Skiathos 12. Split 13. Zakintos |

## Transport

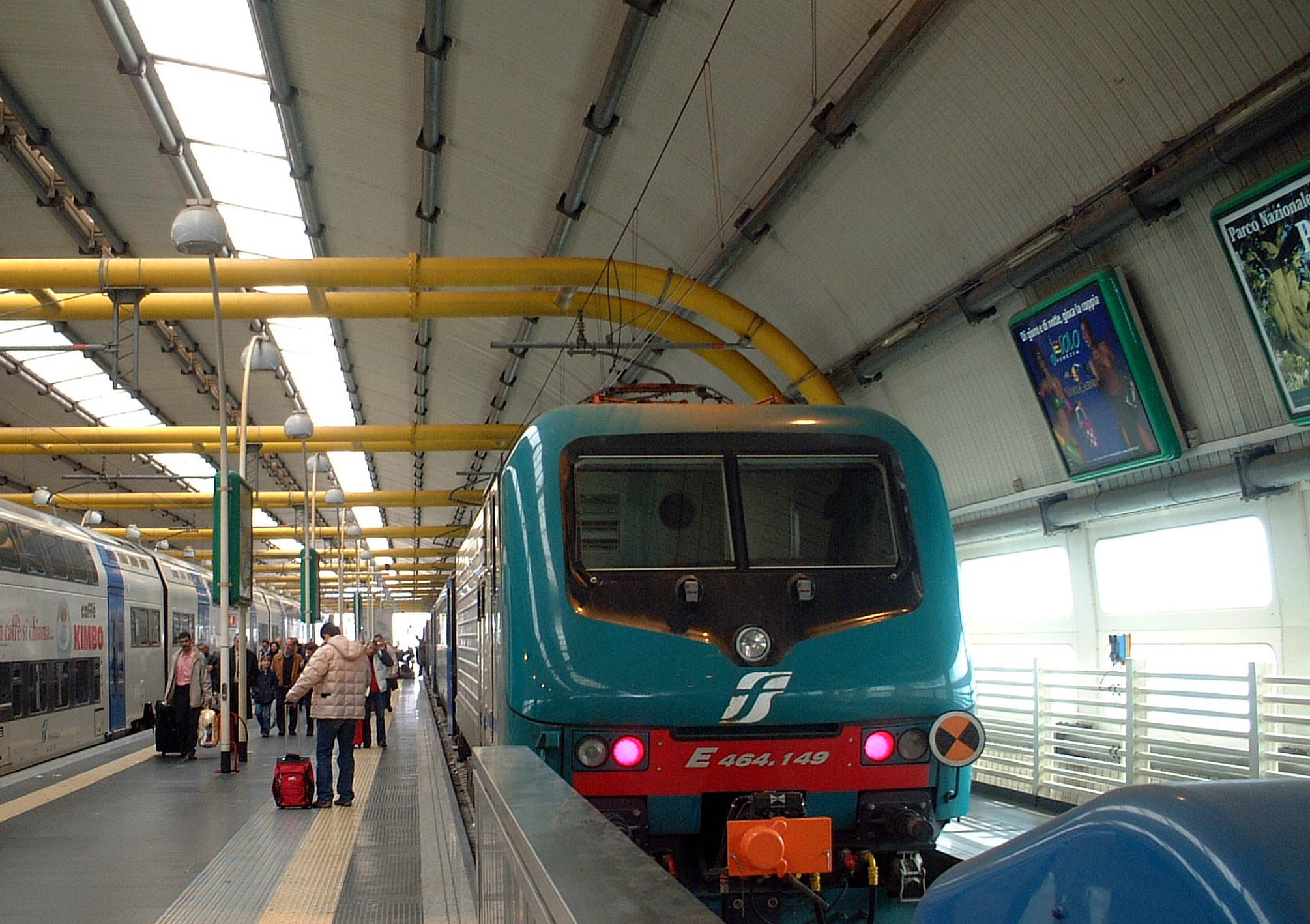
Stacja kolejowa w porcie lotniczym Rzym-Fiumicino

Port lotniczy jest zlokalizowany około 35 kilometrów od historycznego centrum Rzymu. Można łatwo do niego dojechać autostradą A91 Rzym-Fiumicino, oraz za pomocą dużej liczby autobusów i taksówek. Port jest obsługiwany przez pociąg Leonardo Express kursujący z peronu lotniskowego do stacji kolejowej Rzym-Termini. Przejazd trwa 32 minuty bez żadnych przystanków, są dwa połączenia na godzinę. Alternatywą są pociągi lokalne kursujące co 15 minut do stacji węzłowej Roma Ostiense ale zatrzymujące się na wszystkich przystankach (czas jazdy 30 min) oraz linia autobusowej komunikacji regionalnej Cotral odjeżdżająca średnio co godzinę do rzymskiego węzła Cornelia (czas jazdy 1  h 15 min).